# Dobri Dub
Dobri Dub (Servisch cyrillisch Добри Дуб) is een plaats in de Servische gemeente Tutin. De plaats telt 240 inwoners (2002).